# Negotinska Reka
Negotinska Reka (makedonska: Неготинска Река) är ett vattendrag i Nordmakedonien.   Det rinner genom kommunen Negotino, i den centrala delen av landet, 80 km sydost om huvudstaden Skopje.